# Karol Edward Raczyński

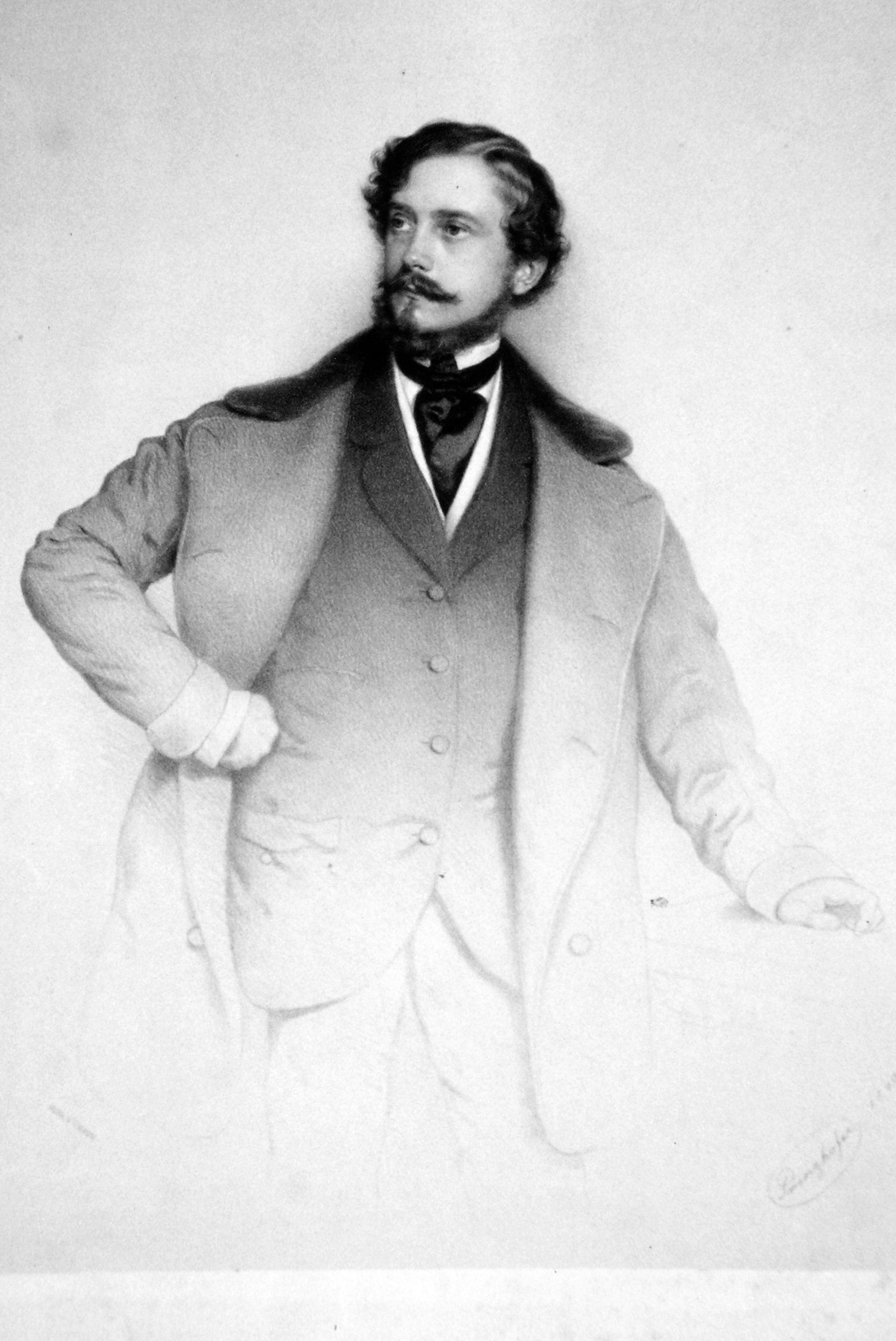

Karol Edward Raczyński (ur. 19 sierpnia 1817, zm. 13 marca 1899 w Krakowie) – członek pruskiej Izby Panów, ordynat obrzycki, szambelan pruskiego dworu, kawaler maltański (w zakonie od 1870 roku), kawaler Honoru i Dewocji w Związku Śląskim.
Syn Atanazego oraz Anny Elżbiety Radziwiłł, mąż Karoliny Wilhelminy Oettingen-Wallerstein. Zmarł bezpotomnie i został pochowany razem ze swoją matką i żoną w kaplicy grobowej Raczyńskich w Dębicy.